# 2012年冬季青年奧林匹克運動會
第一屆冬季青年奧林匹克運動會是奧林匹克運動的一個新里程碑，是該運動會的首屆。運動會於2012年1月13日至2012年1月22日在奧地利因斯布魯克舉行。
因斯布魯克成為第一個舉辦過三次冬季奧林匹克賽事的城市，除了本屆賽事外還包含先前舉辦的1964年冬季奧林匹克運動會和1976年冬季奧林匹克運動會。

## 源起
2007年7月5日，在瓜地馬拉市舉行的國際奧委會第119次全體會議第二日的議程上，國際奧委會決定開辦一個新的綜合運動會。是繼奧運、冬奧運、夏季殘奧會、冬季殘奧會及夏季青年奧運後的第六個綜合運動會。

## 申辦過程
- 2008年1月29日開始接受申辦申請[3]；
- 2008年3月6日，各申辦国奧委會提交意向書，最終中国哈爾濱、奥地利因斯布魯克、芬兰库奥皮奥以及挪威利勒哈默爾成為入選城市。同年6月19日前，各城市提交申辦報告；及後在8月4日，國際奧委會通過上述四個城市為本屆運動會的申辦城市[4]。
- 2008年11月2日，國際奧委會公布是屆運動會的候選城市為因斯布魯克和库奥皮奥兩個城市。其後，各奧委會委員以郵寄方式選出意向城市至國際奧委會總部；而國際奧委會主席羅格於同年12月12日以網上直播形式[5]公布主辦城市屬於奥地利的因斯布魯克[6]。

## 參與國家及地區
- 安道尔（4）
- 阿根廷（5）
- 亚美尼亚（3）
- （13）
- 奥地利（81）
- 白俄罗斯（16）
- 比利时（7）
- 波斯尼亚和黑塞哥维那（4）
- 巴西（2）
- 保加利亚（11）
- 加拿大（52）
- 开曼群岛（1）
- 智利（5）
- 中国（23）
- 克罗地亚（9）
- 塞浦路斯（1）
- 捷克（26）
- 丹麦（5）
- 厄立特里亚（1）
- 爱沙尼亚（17）
- 芬兰（38）
- 法国（29）
- （2）
- 德国（50）
- 英国（23）[7]
- 希腊（3）
- 匈牙利（9）
- 冰岛（3）
- 印度（1）
- 伊朗（3）
- 爱尔兰（1）
- 意大利（33）
- 日本（30）
- （36）
- （1）
- 拉脱维亚（13）
- 黎巴嫩（2）
- 列支敦士登（2）
- 立陶宛（6）
- 卢森堡（1）
- 马其顿（1）
- 墨西哥（1）
- 摩尔多瓦（1）
- 摩纳哥（1）
- 蒙古（2）
- （1）
- 摩洛哥（1）
- 尼泊尔（1）
- 荷兰（13）
- 新西兰（15）
- 挪威（28）
- 秘鲁（1）
- 菲律宾（1）
- 波兰（19）
- 罗马尼亚（13）
- 俄罗斯（62）
- 圣马力诺（1）
- 塞尔维亚（2）
- 斯洛伐克（30）
- 斯洛文尼亚（18）
- 南非（1）
- 韩国（25）
- 西班牙（8）
- 瑞典（35）
- 瑞士（24）
- 中华台北（4）
- 土耳其（4）
- 乌克兰（22）
- 美国（57）
- （3）

## 獎牌榜
本區只顯示前10名，完整獎牌榜請見主條目
| 排名 | 国家／地区    | 金牌 | 银牌 | 铜牌 | 總數 |
| ---- | ------------- | ---- | ---- | ---- | ---- |
| 1    | 德国（GER）   | 8    | 7    | 2    | 17   |
| 2    | 中国（CHN）   | 7    | 4    | 4    | 15   |
| 3    | 奥地利（AUT） | 6    | 4    | 3    | 13   |
| 4    | 韩国（KOR）   | 6    | 3    | 2    | 11   |
| 5    | 俄罗斯（RUS） | 5    | 4    | 7    | 16   |
| 6    | 荷兰（NED）   | 4    | 1    | 2    | 7    |
| —    | 混合国家      | 3    | 3    | 3    | 9    |
| 7    | 瑞士（SUI）   | 3    | 0    | 5    | 8    |
| 8    | 日本（JPN）   | 2    | 5    | 9    | 16   |
| 9    | 挪威（NOR）   | 2    | 5    | 2    | 9    |
| 10   | 美国（USA）   | 2    | 3    | 3    | 8    |

## 比賽項目
本屆賽事舉行7大項63小項項目。
| - 高山滑雪 - 冬季兩項 - 雪車 - 越野滑雪 - 冰壺 - 花式滑冰 - 自由式滑雪 - 冰球 |  | - 雪橇 - 北歐混合式滑雪 - 短道競速滑冰 - 鋼架雪車 - 跳躍滑雪 - 單板滑雪 - 競速滑冰 |